# Championnats du monde de ski acrobatique 2011
Navigation
Édition précédente Édition suivante
La 13e édition des Championnats du monde de ski acrobatique s'est déroulée du 2 février au 5 février 2011 à Deer Valley (États-Unis). La ville se voit attribuer l'organisation de cette compétition bisannuelle le 25 mai 2006 à Vilamoura au Portugal par la Fédération internationale de ski, autorité organisatrice de l'événement.
Deer Valley accueille pour la deuxième fois ce rendez-vous après l'édition 2003. Les épreuves de Slopestyle apparaissent pour la première fois au programme des Championnats du monde de ski acrobatique.

## Tableau des médailles
| Rang | Nation      | Or | Argent | Bronze | Total |
| ---- | ----------- | -- | ------ | ------ | ----- |
| 1    | Canada      | 8  | 5      | 3      | 16    |
| 2    | États-Unis  | 1  | 3      | 3      | 7     |
| 3    | Chine       | 1  | 2      | 0      | 3     |
| 4    | France      | 1  | 1      | 0      | 2     |
| 5    | Australie   | 1  | 0      | 1      | 2     |
| 6    | Finlande    | 0  | 1      | 0      | 1     |
| 7    | Autriche    | 0  | 0      | 1      | 1     |
| 7    | Biélorussie | 0  | 0      | 1      | 1     |
| 7    | Japon       | 0  | 0      | 1      | 1     |
| 7    | Suède       | 0  | 0      | 1      | 1     |
| 7    | Ukraine     | 0  | 0      | 1      | 1     |

## Résultats

### Hommes
| Épreuves            | Or                   | Argent             | Bronze           |
| ------------------- | -------------------- | ------------------ | ---------------- |
| Skicross            | Christopher Delbosco | Jouni Pellinen     | Andreas Matt     |
| Saut                | Warren Shouldice     | Qi Guangpu         | Anton Kushnir    |
| Half-pipe           | Mike Riddle          | Kevin Rolland      | Simon Dumont     |
| Slopestyle          | Alex Schlopy         | Sam Carlson        | Russell Henshaw  |
| Bosses              | Guilbaut Colas       | Alexandre Bilodeau | Mikael Kingsbury |
| Bosses en parallèle | Alexandre Bilodeau   | Mikael Kingsbury   | Nobuyuki Nishi   |

### Femmes
| Épreuves            | Or                  | Argent                | Bronze          |
| ------------------- | ------------------- | --------------------- | --------------- |
| Skicross            | Kelsey Serwa        | Julia Murray          | Anna Holmlund   |
| Saut                | Cheng Shuang        | Xu Mengtao            | Olga Volkova    |
| Half-pipe           | Rosalind Groenewoud | Jennifer Hudak        | Keltie Hansen   |
| Slopestyle          | Anna Segal          | Kaya Turski           | Keri Herman     |
| Bosses              | Jennifer Heil       | Hannah Kearney        | Kristi Richards |
| Bosses en parallèle | Jennifer Heil       | Chloe Dufour-Lapointe | Hannah Kearney  |